# شام آخر (نمایشنامه)
شام آخر نمایشنامه‌ای از محمد چرمشیر است، و دربارهٔ زنان زندانی است که قربانی شرایط سخت اجتماعی شده و هر یک گرفتاری‌ها و مسائل خودشان را دارند.